# تومي باتشيلور
تومي باتشيلور (بالإنجليزية: Tommy Batchelor)‏ هو راقص باليه أمريكي، ولد في 23 أغسطس 1995 في بالم بيتش غاردنز في الولايات المتحدة.

## وصلات خارجية
- الموقع الرسمي
- تومي باتشيلور على موقع قاعدة بيانات برودواي على الإنترنت (الإنجليزية)